# Fluweelmos
Fluweelmos (Brachythecium velutinum) is een soort uit het geslacht dikkopmos (Brachythecium). Het groeit vooral op dikke, levende en dode bomen met wat rijkere schors, zoals wilgen. Het mos kan zeer talrijk zijn in hakhoutbossen van es. Ook komt het wel voor op met wat humus bedekte, stenige substraten en, samen met vedermossen, op neutrale humeuze steilkantjes in bossen.

## Determinatie
Fluweelmos vormt zachte, geelgroene tot bruinachtige, relatief losse, fluweelachtig glanzende gazons. De uitgestrekte, kruipende stengels zijn onregelmatig geveerd en ongeveer 5–10 cm lang. De slechts tot 1 mm lange stengelbladeren zijn smal eivormig-lancetvormig en aan de voorzijde geleidelijk taps toelopend. Bovendien zien ze er vaak zwak gerimpeld uit en zijn ze vaak wat eenzijdig. De bladrand is gekarteld. De bladnerf bereikt de helft of twee derde van de bladlengte. De takbladeren daarentegen zijn tot 1,5 mm lang, smaller en langer en worden aan alle kanten weggezaagd. Je hoofdnerf komt tevoorschijn als een korte ruggengraat aan de achterkant van het blad.
De ruwe seta is tot 2 cm lang en ontstaat uit de laterale korte scheuten (pleurocarp). De eivormige, roodbruin gekleurde kapsels zijn sterk gekanteld om rechtop te staan en gebogen wanneer geleegd. Het huikje is kort kegelvormig. Sporenrijpheid vindt plaats in de winter tot de lente.

## Ecologie
Fluweelmos bewoont zowel aarde als kale rotsen. Het is niet ongebruikelijk om het te vinden op boomvoeten en hun wortels. Het is een kalkmijdend bladmos, dat ook kan groeien op takken van bomen, die meestal voorkomen in sterk vervuilde stedelijke gebieden. Fluweelmos is droogtetoleranter dan gewoon dikkopmos (Brachythecium rutabulum).

## Verspreiding
Het verspreidingsgebied van fluweelmos strekt zich uit over de laaglanden tot de grote hoogten in de Alpen en komt alleen voor op de gematigde breedtegraden van het noordelijk halfrond.
In Nederland komt het vrij algemeen voor. Het is niet bedreigd en staat niet op de rode lijst. De verspreiding van fluweelmos vertoont zeer sterke gelijkenis met die van glad dikkopmos (Brachythecium salebrosum), en beide soorten komen vaak samen voor. Ook breidt fluweelmos breidt zich in het hele land sterk uit.

## Fotogalerij

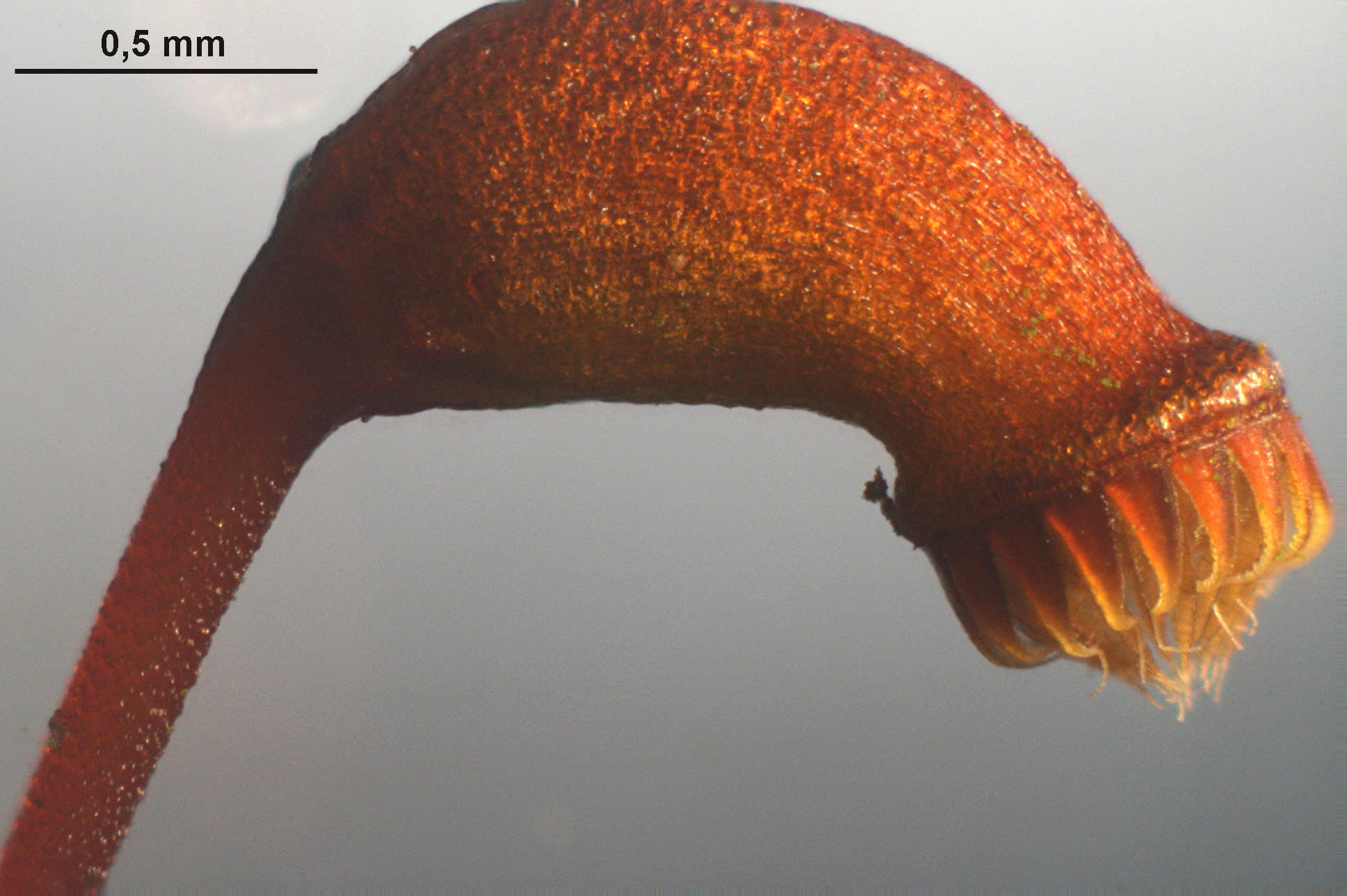
Kapsel
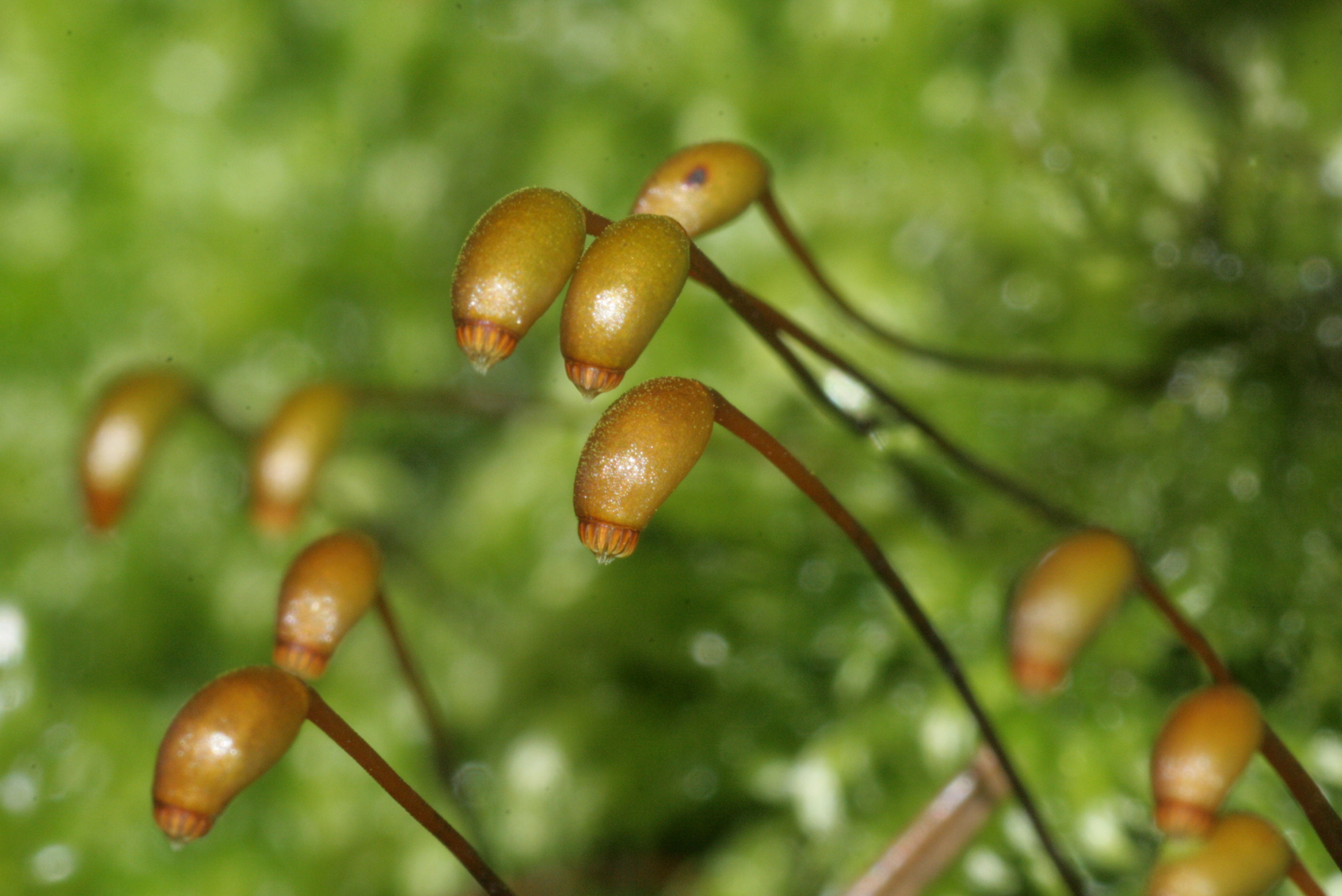
Kapsels
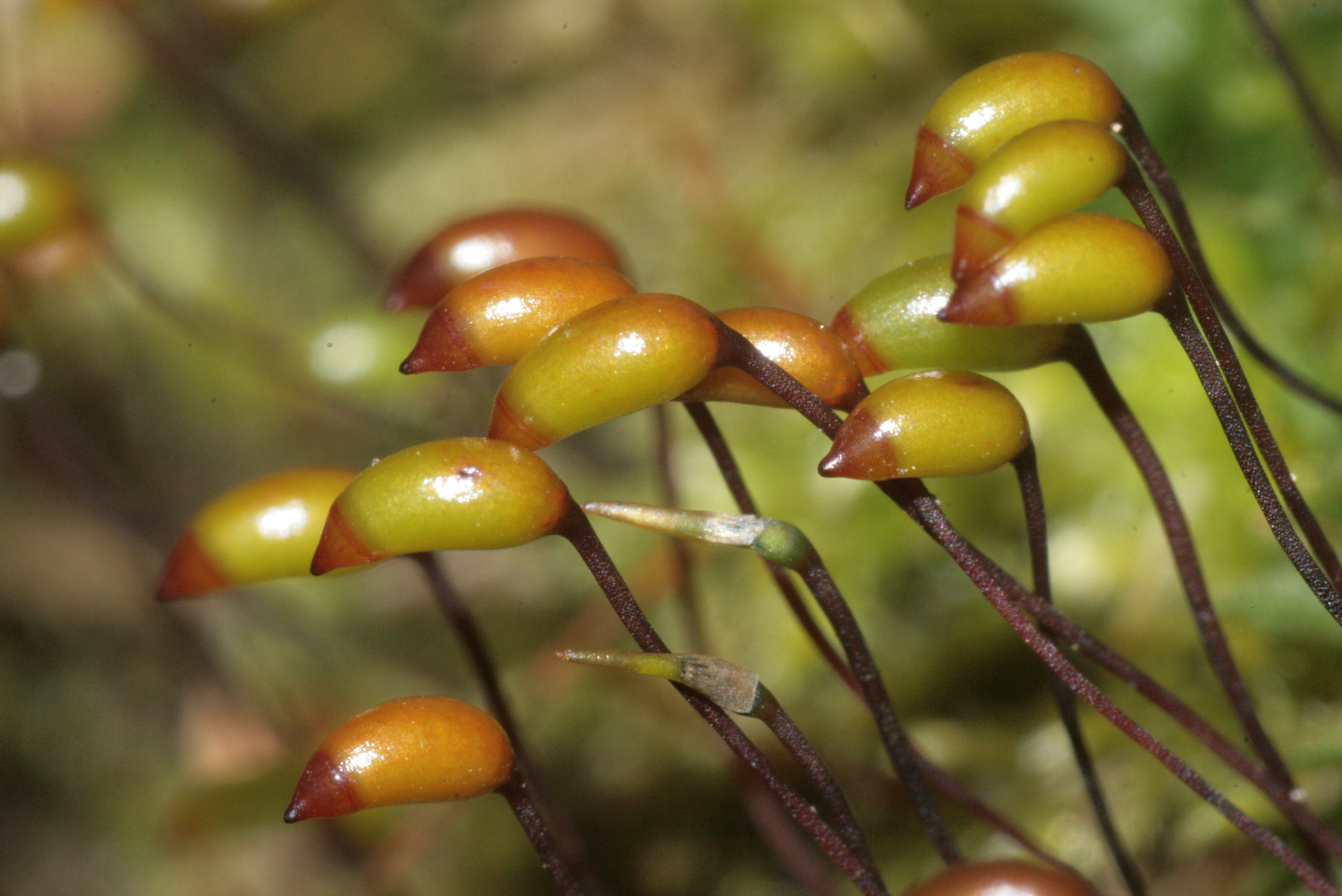
Kapsels
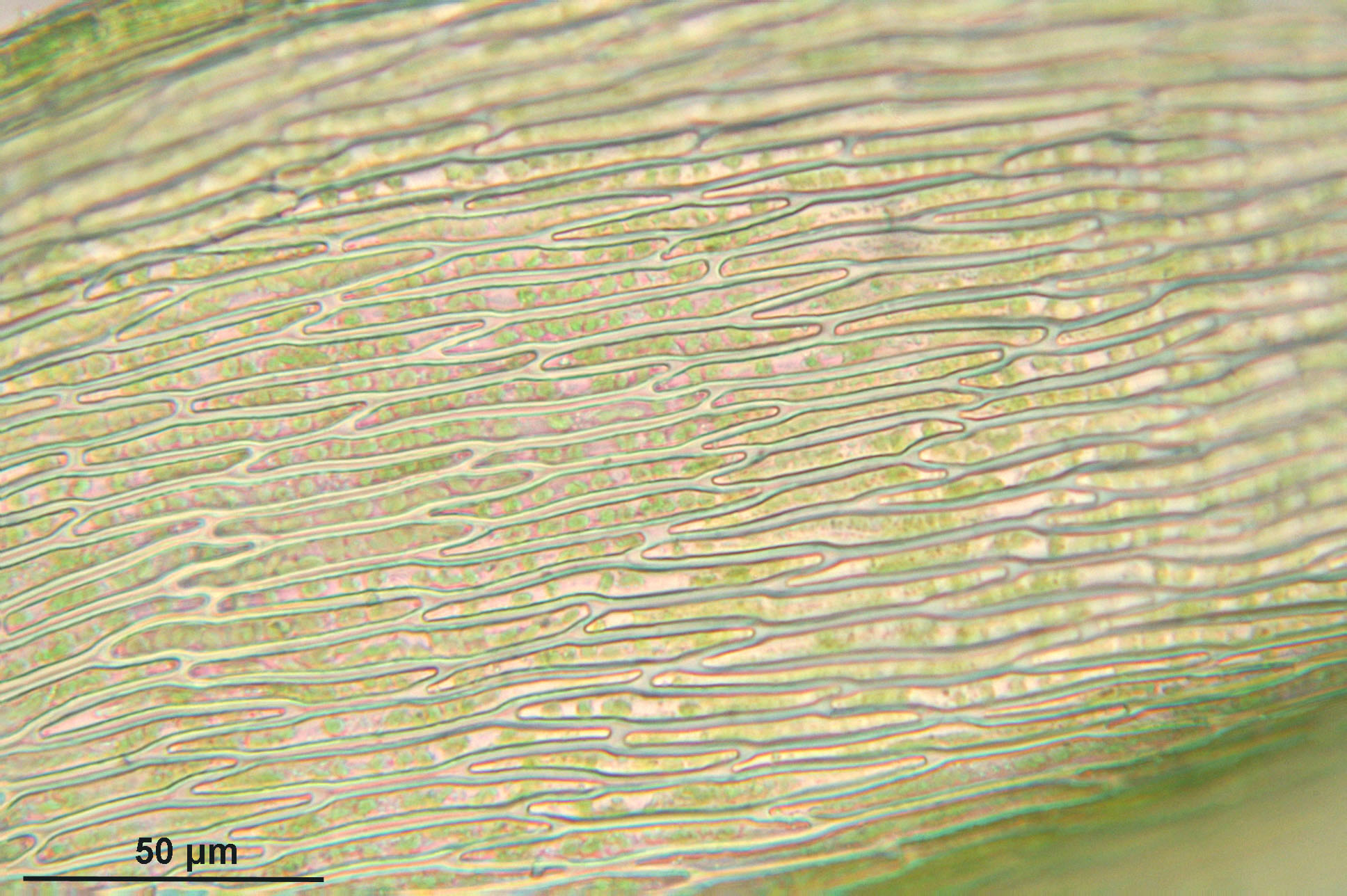
Bladcellen
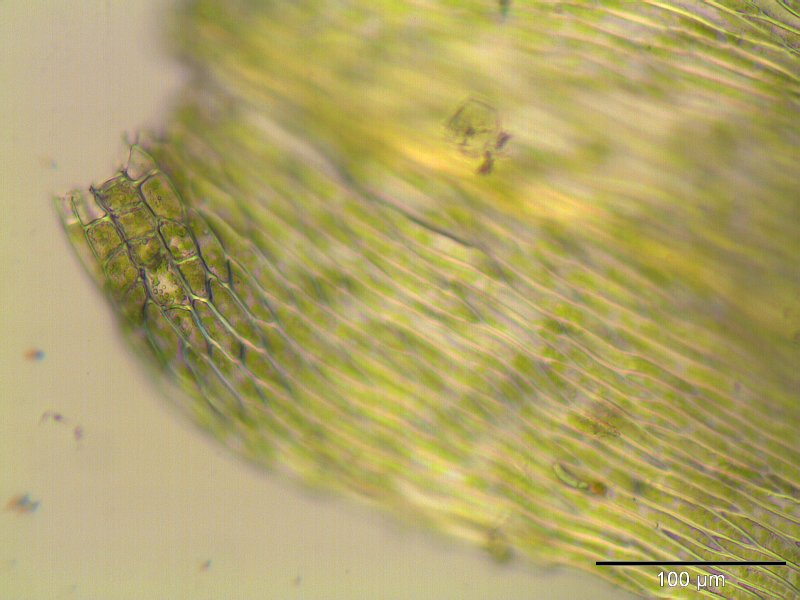
Bladcellen (250x vergroot)
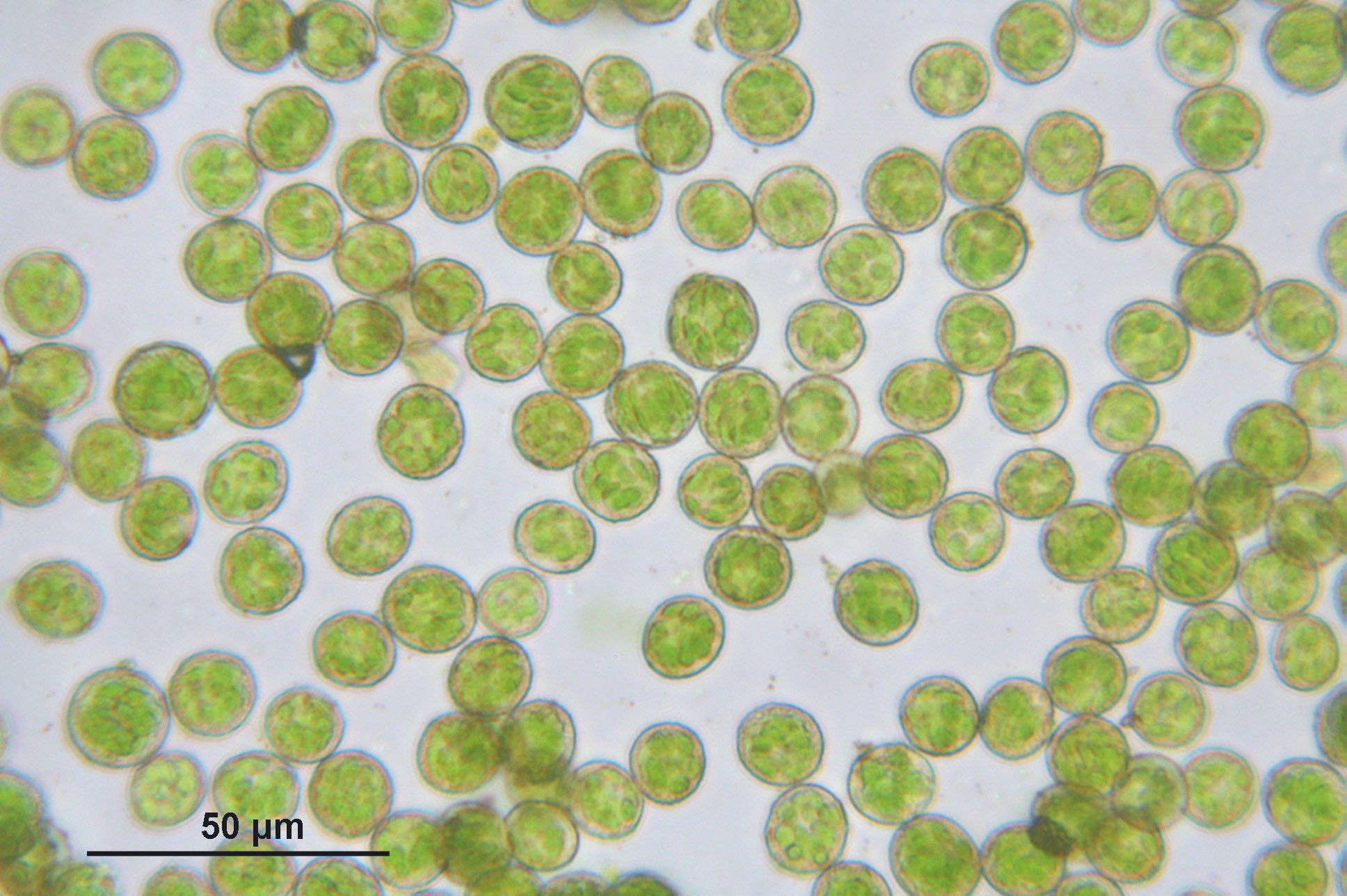
Sporen
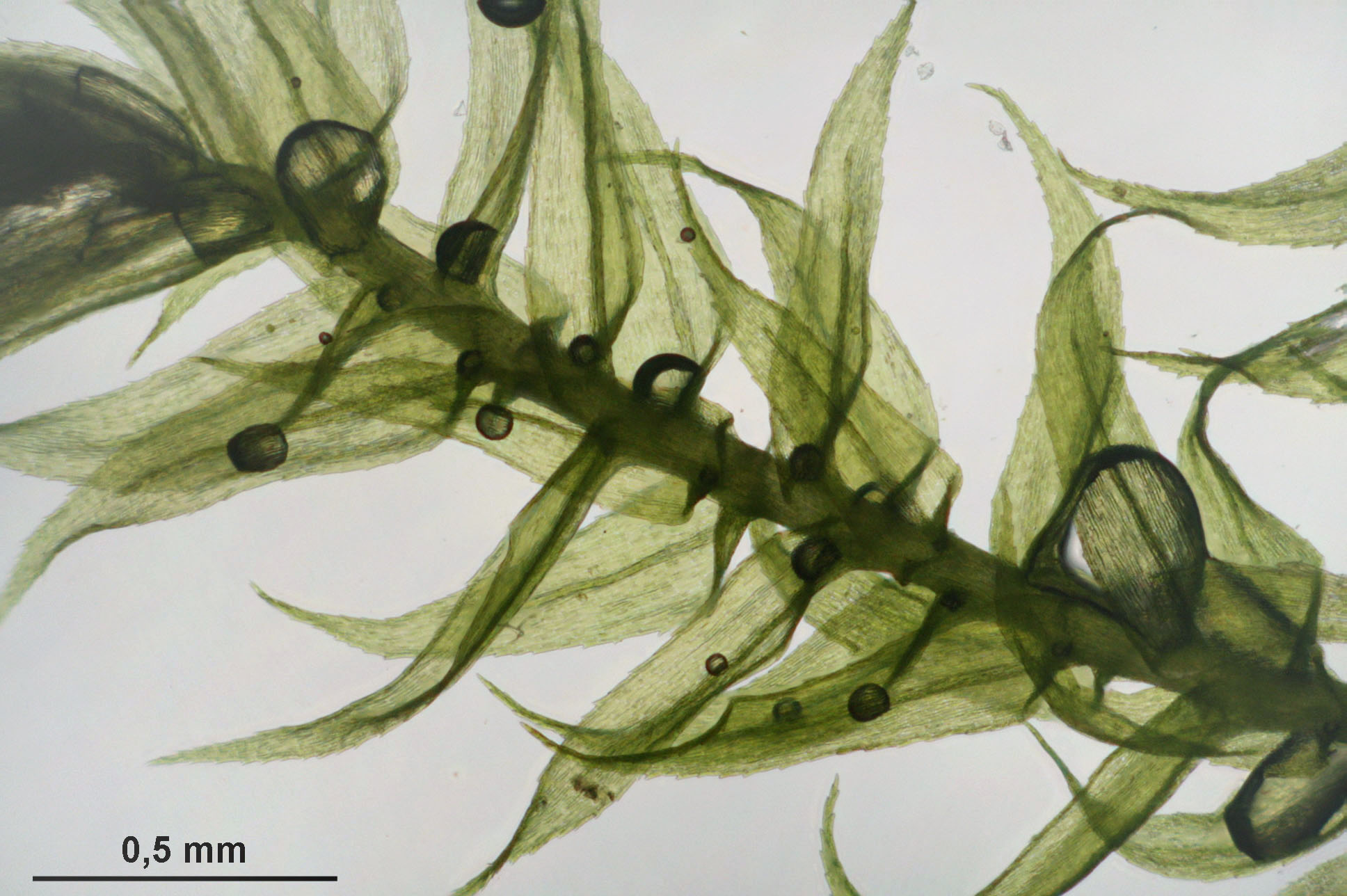
Blad

... · B. albicans (bleek dikkopmos) · B. campestre (velddikkopmos) · B. glareosum (kalkdikkopmos) · B. laetum (rotsdikkopmos) · B. mildeanum (moerasdikkopmos) · B. oedipodium (ijl dikkopmos) · B. plumosum (oeverdikkopmos) · B. populeum (penseeldikkopmos) · B. reflexum (gekromd dikkopmos) · B. rivulare (beekdikkopmos) · B. rutabulum (gewoon dikkopmos) · B. salebrosum (glad dikkopmos) · B. tenuicaule (haardikkopmos) · B. velutinum (fluweelmos) · ...